# Tetrarthrosoma turcicum
Tetrarthrosoma turcicum är en mångfotingart som först beskrevs av Karl Wilhelm Verhoeff 1898.  Tetrarthrosoma turcicum ingår i släktet Tetrarthrosoma och familjen orangeridubbelfotingar. Inga underarter finns listade i Catalogue of Life.